# زیلیازکولوو
زیلیازکولوو (به لاتین: Zilyazekulevo) یک منطقهٔ مسکونی در روسیه است که در باشقیرستان واقع شده‌است.